# Суарес, Карлос (футболист)
Карлос Луис Суарес Мендоса (исп. Carlos Luis Suárez Mendoza; род. 26 апреля 1992, Сан-Фелипе) — венесуэльский футболист, полузащитник клуба «Академия Ансоатеги» и сборной Венесуэлы.

## Клубная карьера
Карлос начал карьеру в клубе «Каракас». 27 марта 2011 года в матче против «Депортиво Тачира» он дебютировал в венесуэльской Примере. Суарес не сумел завоевать место в основе и в 2012 году перешёл в «Португесу». 11 августа 2012 года в матче против «Трухильянос» он дебютировал за новую команду. По окончании сезона Карлос покинул клуб и присоединился к «Депортиво Ла Гуайра». 31 августа в поединке против «Трухильянос» он дебютировал за новую команду. 21 октября в матче против «Саморы» Суарес забил свой первый гол за «Депортиво Ла Гуайра».
В начале 2014 года он перешёл в «Карабобо». 12 января в матче против «Льянерос» Карлос дебютировал за новую команду. 2 ноября в поединке против своего бывшего клуба «Каракас» Суарес забил свой первый гол за «Карабобо». За четыре сезона сыграл в составе «Карабобо» 140 матчей в чемпионате страны. Был капитаном команды.
В 2018—2020 годы выступал за «Монагас».

## Международная карьера
В 2011 году Суарес принял участие в молодёжном чемпионате Южной Америки в Перу. На турнире он сыграл в матчах против команд Уругвая, Аргентины, Перу и Чили.
25 мая 2016 года в товарищеском матче против сборной Панамы Карлос дебютировал за сборную Венесуэлы.
В 2016 году Карлос попал в заявку на участие в Кубке Америки в США. На турнире он был запасным и на поле так и не вышел.